# Slavná revoluce
Slavná revoluce (anglicky Glorious Revolution) nebo Revoluce roku 1688, vedla ke svržení krále Jakuba II. spojenectvím parlamentaristů a armády vedené nizozemským místodržitelem Vilémem Oranžským. Ten poté nastoupil na anglický trůn jako Vilém III. Tato událost je úzce svázána s válkami Velké aliance na kontinentální Evropě. Odstranění katolického Jakuba II. ukončilo možnost obnovení vlivu katolické církve v Anglii a vedlo k jisté, byť omezené, toleranci nekonformního protestantismu. Pro katolíky to znamenalo katastrofu – bylo jim na více než sto let odebráno právo volit do parlamentu nebo se stát jeho poslancem. Rovněž se nemohli stát armádními důstojníky a panovník nesměl být katolíkem nebo se oženit s katoličkou. 

## Pozadí

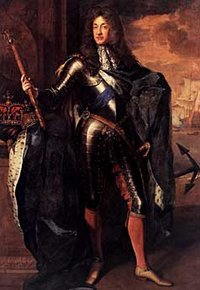
Jakub II. Stuart

V průběhu své tříleté vlády byl Jakub zapojen do politických sporů mezi katolíky a protestanty i sporů o to, jaký vliv v politice náleží panovníkovi a parlamentu. Jeho největším problémem bylo to, že byl katolíkem. Whigové neuspěli v pokusu o Jakubovo odstranění z trůnu v letech 1679 a 1681 a jeho hlavními spojenci byli Toryové. Po jeho korunovaci roku 1685 se parlament skládal především z Toryů. Jakubův pokus změnit zákony podporující postavení Anglikánské církve mu jeho spojence odcizil. Jakub se snažil vytvořit zázemí vznikem královské strany a roku 1687 zahájil politiku náboženské tolerance a vydal Deklaraci svobody vyznání (Declaration of Indulgence). Spolu s katolíky, odpadlíky od anglikánské církve a nonkonformisty chtěl vytvořit spojenectví pro emancipaci katolicismu.
Roku 1686 změnil názor vrchního soudního dvora na to, že může zrušit náboženská omezení pro katolíky a nonkonformisty. Nechal odvolat protikatolického londýnského biskupa, propustil protestantské odborné asistenty na Magdalen College v Oxfordu a nahradil je katolíky. Vytvořil také silnou armádu, jejímiž důstojníky se stali katolíci. Jeho oponenti v parlamentu to považovali za přípravu k despotické vládě, načež Jakub odročil jednání parlamentu bez jeho souhlasu.
V dubnu 1688 Jakub znovu vydal Deklaraci svobody vyznání a nařídil, aby ji duchovní četli na bohoslužbách. Když mu canterburský arcibiskup a šest jiných biskupů napsali žádost o revizi jeho rozhodnutí, byli uvězněni za pobuřování. Události nabraly spád, když Jakubova druhá manželka porodila syna. Do té doby byla Jakubovým nástupníkem jeho protestantská dcera Marie, narozením dědice však se pravděpodobnost nástupnictví katolické dynastie na anglickém trůnu stala reálnou. Někteří vedoucí představitelé Toryů se sešli s členy strany Wighů, aby tento problém řešili.

## Spiknutí
Roku 1686 se skupina spiklenců setkala v Charborough House v Dorsetu, aby naplánovali svržení krále Jakuba. V červnu 1688 se konala další schůzka, na které se debatovalo o nahrazení Jakuba jeho dcerou Marií a jejím manželem Vilémem Oranžským. Oba byli protestanti a dědečkem obou byl Karel I. Před narozením Jakubova syna patřili oba mezi možné nástupníky. Jakub je však považoval za nástupníky pouze pokud by akceptovali jeho prokatolický postoj, což oba odmítali obávajíce se narůstajícího vlivu Francie.
Vilém byl také místodržitelem hlavních nizozemských provincií, které se tehdy připravovaly na válku Velké aliance proti Francii. Byl také hlavním činitelem protestantské aliance proti katolicismu a francouzskému absolutismu. Není zcela zřejmé, zda bylo spiknutí iniciováno Angličany nebo Vilémem a jeho manželkou. Vilém se snažil ovlivnit anglickou politiku již dříve, když zveřejnil otevřený dopis napadající Jakubovu náboženskou politiku. Zdá se, že narození Jakubova následníka přimělo Viléma k rozhodnutí provést invazi do Anglie v létě roku 1688 a začal pro svůj záměr hledat finanční a politickou podporu.
Autorem textu dopisu, který vyzval Viléma Oranžského k převzetí vlády v Anglii, byl Henry Sydney, dopis pak kromě něj podepsalo šest lordů, v britské historiografii je toto uskupení známé pod názvem Immortal Seven (sedm nesmrtelných). Jediným představitelem církve, který dopis podepsal, byl londýnský biskup Henry Compton, který později v roce 1689 korunoval Viléma anglickým králem. Další signatáři dopisu dosáhli nejvyšších funkcí ve státní správě, u dvora, v armádě a námořnictvu, všichni také postupovali ve šlechtické hierarchii. Delikátním úkolem dopravit dopis z Londýna do Haagu byl pověřen Arthur Herbert, který tak učinil v přestrojení za prostého námořníka a pak se stal ministrem námořnictva a vrchním velitelem anglického loďstva. Signatáři dopisu byli:
- Charles Talbot, 12. hrabě ze Shrewsbury

- William Cavendish, 4. hrabě z Devonshiru

- Thomas Osborne, 1. hrabě z Danby

- Richard Lumley, 2. vikomt Lumley

- Henry Compton

- Edward Russell

- Henry Sydney

## Vilémova invaze

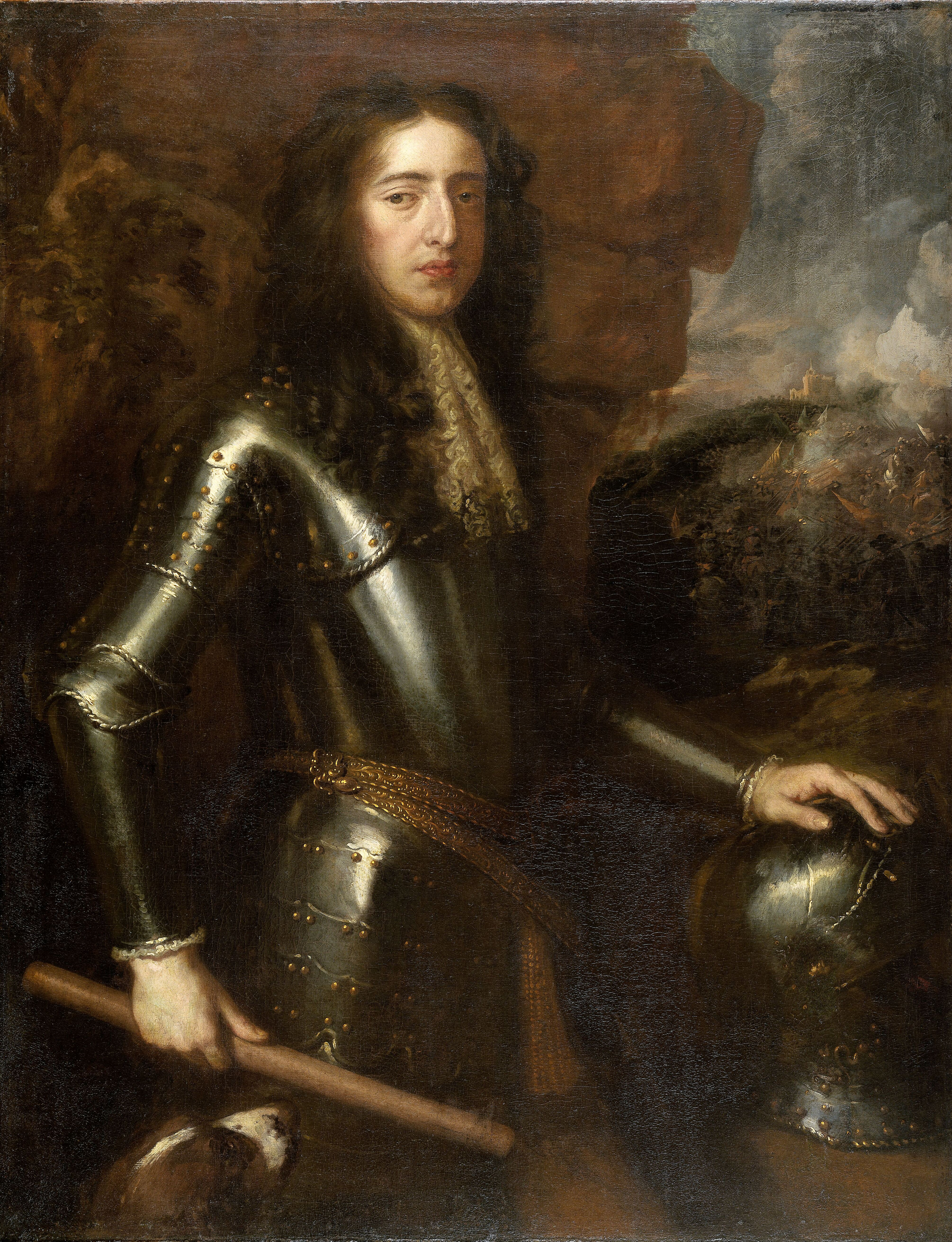
Vilém III. Oranžský

I když se Vilémovy přípravy na invazi odehrávaly v rychlosti, nemohly zůstat utajeny. Nalodění bylo zahájeno 22. září a bylo dokončeno 8. října. V tentýž den Jakub vydal prohlášení k anglickému národu, aby se připravil na nizozemskou invazi. Vilém 10. října vydal Hágskou deklaraci, která byla v 60 000 exemplářích přeložených do angličtiny rozšířena v Anglii; v ní ujišťoval, že jeho snahou je zachování protestantského náboženství, svolání svobodného parlamentu a vyšetření nástupnictví prince Waleského. Slíbil respektovat Jakubovu pozici. 14. října vydal další prohlášení, v němž odmítal úmysl stát se králem a obsadit Anglii.
Rychlost nalodění překvapila všechny zahraniční pozorovatele. Francouzský král odložil své přípravy na válku s Nizozemci na září. Nizozemská armáda čítala asi 5000 koní a asi 60 000 mužů, včetně námořníků. Vylodění mělo proběhnout na sever od Harwiche, poté co flotila proplula okolo Doverského hradu a Calais, aby Nizozemci demonstrovali svou sílu. Anglické námořnictvo, umístěné v ústí Temže, zahlédlo nizozemské loďstvo dvakrát, ale nemohlo proti němu vyrazit poprvé pro silný protivítr a podruhé pro nevýhodný příliv. Vilém se se svým vojskem vylodil 15. listopadu 1688 v Torbay, byl vřele uvítán a k jeho vojsku se připojili někteří místní obyvatelé. 17. listopadu se směr větru obrátil na jihovýchod a znemožnil tak útok anglického vojska na Vilémovy síly. Francouzské loďstvo bylo v té době ve Středozemním moři. Ludvík otálel s vyhlášením války až do 26. listopadu, protože doufal, že nizozemská angažovanost v Anglii povede ke snížení podpory Nizozemců v Německu.
Vilém považoval své síly za dostatečně velké, aby mohl odrazit případný Jakubův útok. Chtěl se ale vyhnout otevřenému střetu a tak zaujal obrannou pozici ve velké vzdálenosti od Jakubovy armády. Doufal v to, že se jeho angličtí spojenci chopí iniciativy proti Jakubovi a on se soustředí na obranu svých sil. Byl připraven čekat na vhodný okamžik, protože svým vojákům vyplatil žold na tři měsíce dopředu. 9. listopadu Vilém převzal kontrolu nad Exeterem poté, co úředníci opustili město. Od 12. listopadu mnoho šlechticů ze severu země vyjadřovalo Vilémovi, jak přislíbili, podporu. Nicméně zpočátku byla většina lidí opatrná ve vyjadřování svého názoru a spíše pasivně očekávali vývoj událostí.

## Kolaps Jakubova systému
Jakub odmítl nabídku Francouzů o poskytnutí vojenské podpory, protože se obával, že by tím ztratil podporu místních obyvatel. Snažil se získat podporu u Toryů, ale neuspěl, protože odmítl změnit svůj přístup k vyhlášení náboženské svobody. Jeho vojsko se nacházelo u Salisbury a Jakub se k němu připojil 19. listopadu. S ohledem na antikatolickou náladu v Londýně neměla část vojska velké nadšení pro boj a i část důstojníků nebyla vůči králi dostatečně loajální. Při prvních drobných střetech dezertovali první důstojníci. 23. listopadu dezertoval a přešel na Vilémovu stranu jeden z jeho hlavních velitelů lord Churchil z Eyemothu a 26. listopadu i jeho vlastní dcera Anna. Obě tyto události byly pro Jakuba velkou ztrátou a sám se vrátil tentýž den do Londýna.
Poté, co 18. listopadu kapituloval Plymouth pokračoval Vilém na Salisbury a po třech dnech dosáhl Hungefordu, kde se setkal s Jakubovými vyslanci. Král přislíbil svobodné volby a všeobecnou amnestii pro vzbouřence. V té době ale Jakub hrál o čas, protože se rozhodl opustit zemi, obávaje se, že Angličané ho budou chtít popravit. V prosinci se konaly protikatolické demonstrace v mnoha městech, například v Bristolu, Herefordu, Yorku, Cambridge a Shropshire. 8. prosince se Vilém setkal naposledy s Jakubovými vyslanci a přijal Jakubovy návrhy, trval ale také na tom, že katolíci budou odstraněni ze státních funkcí a Anglie uhradí nizozemské válečné náklady.
V noci z 9. na 10. prosince prchla královna se synem do Francie. Den nato se snažil uniknout i Jakub, byl však zajat rybáři. 11. prosince 27 členů Sněmovny lordů vytvořilo prozatímní vládu, rozhodli se požádat Viléma o zjednání pořádku, zároveň však požádali Jakuba, aby se vrátil do Londýna a dohodl se se svým zetěm. Při svém návratu byl Jakub přivítán zdravícím davem, zahájil jednání vlády a předsedal státní radě. Poslal lorda Fevershama za Vilémem, aby dojednal jejich osobní setkání. V té době se ukázalo, že Vilém nemá zájem, aby si Jakub uchoval svou moc v Anglii. Odmítl uvěznit Jakuba, protože by porušil své dřívější prohlášení, zároveň však se rozhodl podpořit Jakubovy obavy o život. Jakubovi vyslanci byli posláni zpět ze vzkazem, že Vilém nemůže garantovat Jakubovu bezpečnost a doporučuje mu odjet do Hamu. Vilém také nařídil všem anglickým silám, aby se vzdálily z Londýna.
Jakub ze své vlastní vůle odjel pod ochranou nizozemského oddílu do Rochesteru. Vilém v té samé době vjel do Londýna, oblečen celý v oranžovém. Nizozemští důstojníci také dostali příkaz, aby nebránili Jakubovi v odchodu ze země, pokud by se tak rozhodl. 23. prosince Jakub odjel, poté co ho o to požádala jeho manželka, do Francie, kde se k ní připojil. To, že Jakubovi bylo umožněno odejít na místo poblíž pobřeží a příkazy k jeho nedbalému střežení byly zřejmě úmyslné, vypovídá o tom, že Vilém zřejmě doufal, že Jakub uteče ze země možná i proto, že nebude chtít riskovat osud Karla I. Jakub tak pomohl vyřešit otázku, je-li stále legitimním králem.

## Vilém a Marie jmenováni panovníky
Vilém se 28. prosince postavil do čela prozatímní vlády a na radu spojenců mezi Whighy svolal shromáždění všech poslanců původního parlamentu Karla II. a tím obešel Torye z parlamentu z roku 1685. Toto shromáždění bylo nazváno konventem, protože parlament mohl svolat pouze král. I když byl Jakub v zahraničí, měl stále mnoho příznivců. V konventu byli zástupci několika názorů. Jedni chtěli jmenovat Viléma králem, jiní chtěli, aby byli panovníky jmenováni Vilém a Marie společně a Toryové chtěli, aby byl Vilém jmenován regentem a Marie královnou. Dolní sněmovna se usnesla, že trůn je opuštěný, protože Jakub odjel ze země, zatímco Sněmovna lordů prohlásila, že panovníkem je buď Jakub nebo Marie, ale trůn nemůže zůstat opuštěným. Vilém dal Toryům najevo, že mají možnost jmenovat ho králem nebo soupeřit s Whighy bez jeho vojenské podpory, protože v tom případě by opustil Anglii. Poté Sněmovna lordů odhlasovala, že trůn je opuštěn.
Vilémovi a Marii byla navrženo společné panování, což přijali. 23. února 1689 byli Marie II. a Vilém III. jmenováni společně panovníky Anglie. Komise formulovala 23 bodů (později byla tato ustanovení nazvána Deklarací práv), které byly přečteny před Marií a Vilémem a jimi akceptovány. Oba byli 11. dubna korunováni.
Ve Skotsku byla podpora povstání velmi vlažná, ale poté, co Jakub utekl do Francie, většina členů skotské státní rady odjela do Londýna a nabídla Vilémovi své služby. 7. ledna ho požádali, aby se ujal vlády ve Skotsku. Skotský konvent se 4. dubna usnesl, že skotský trůn je uvolněný. Formuloval požadavky na práva, které Vilém a Marie akceptovali a s tím i nabídku stát se skotskými panovníky.

## Jakobitské povstání
Jakub udržoval v některých částech Británie, v katolickém Irsku a na skotské vysočině, kontakty se svými podporovateli. Tito jeho příznivci, nazývaní Jakobité, byli připraveni odporovat tomu, co považovali za nelegální převrat. První vzpoura ve Skotsku vypukla roku 1689. Byla vedena Johnem Grahamem, který shromáždil armádu ze skotských klanů z vysočiny. V Irsku vedl katolíky, kteří obsadili všechny pevnosti s výjimkou Derry, Richard Talbot. Samotný Jakub se vylodil v Irsku s francouzským vojskem čítajícím asi 6000 mužů. Válka probíhala v letech 1689 až 1691. Jakub utekl z Irska po pokořující porážce v bitvě na řece Boyne, ale jakobitský odpor pokračoval až do bitvy o Aughrim v roce 1691. Irští jakobité kapitulovali v souladu s Dohodou v Limericku z 3. října 1691. Navzdory vítězství skotských jakobitů v bitvě u Killiecrankie bylo jejich povstání potlačeno, a to pro smrt jejich vůdců a díky Vilémovu vítězství v bitvách u Dunkeldu a Cromdale. Mnoho lidí, zvláště ve Skotsku a Irsku, považovalo dále Jakuba za svého krále a jakobitské vzpoury, hlavně ve Skotsku, pokračovaly i později v letech 1715, 1719 a 1745.

## Důsledky
Revoluce roku 1688 je mnohými považována za jednu z nejdůležitějších událostí v dlouhodobém vývoji rozložení sil mezi anglickým parlamentem a panovníkem. Deklarace práv z roku 1689 zrušila navždy možnost, aby se stal anglickým panovníkem katolík a ukončila možnost vzniku absolutistické monarchie omezením pravomocí panovníka ve prospěch parlamentu. Panovník nemohl vetovat zákon či daň nebo vytvořit a udržovat armádu v době míru bez souhlasu parlamentu. Od roku 1689 je vláda konstituční monarchie v Anglii a později ve Velké Británii kontinuální. Od té doby pravomoci parlamentu na úkor panovníka znatelně posílily. Na rozdíl od občanské války nezasáhla tato revoluce běžné obyvatele Anglie (hlavní válečné střety probíhaly v Irsku). Některými historiky je tak nazývána spíše než revolucí převratem.
Ačkoli se Vilém v prohlášení z října 1688 zavázal tolerovat katolíky, nebyl vzhledem k vlivu Toryů v novém parlamentu úspěšný. Toleranční zákon z roku 1689 zajistil svobodu vyznání pro nonkonformisty, ne však pro katolíky.